# Horní Podluží
Horní Podluží är en ort i Tjeckien.   Den ligger i regionen Ústí nad Labem, i den norra delen av landet, 90 km norr om huvudstaden Prag. Horní Podluží ligger 439 meter över havet och antalet invånare är 739.
Terrängen runt Horní Podluží är kuperad söderut, men norrut är den platt. Terrängen runt Horní Podluží sluttar norrut.Runt Horní Podluží är det ganska glesbefolkat, med 48 invånare per kvadratkilometer. Närmaste större samhälle är Varnsdorf, 6,1 km nordost om Horní Podluží. I omgivningarna runt Horní Podluží växer i huvudsak blandskog.